# 磐井 (古代豪族)

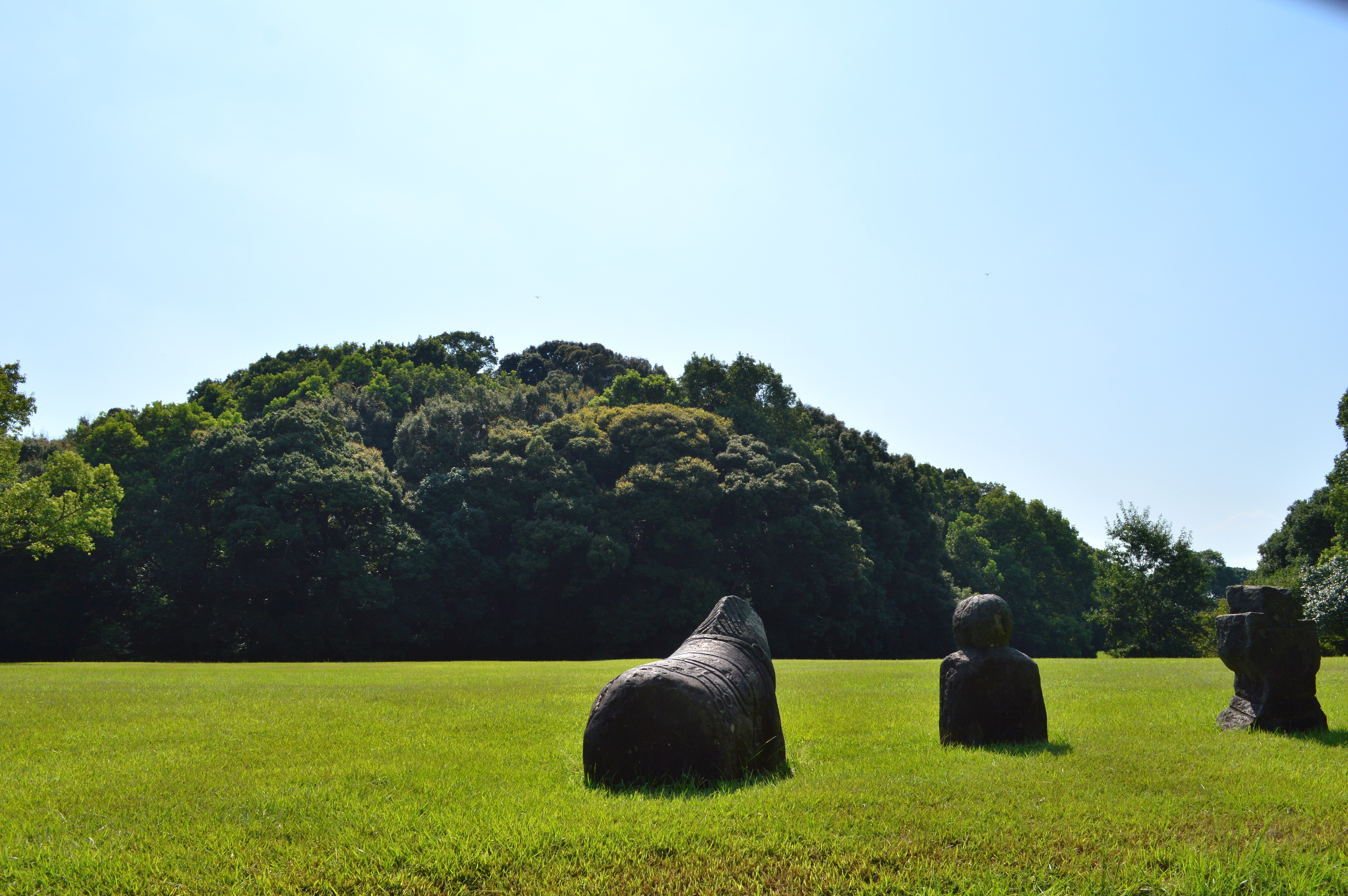
岩戸山古墳（福岡県八女市）と石製品群磐井の墓に比定される。北部九州では最大規模。

磐井（いわい、生年不明 - 継体天皇22年（528年?））または筑紫 磐井（つくし/ちくし の いわい）は、6世紀前半（古墳時代後期）の豪族。カバネは君。
『日本書紀』では「磐井」、『古事記』では「竺紫君石井（ちくしのきみ いわい）」、『筑後国風土記』逸文では「筑紫君磐井」と表記される。『日本書紀』では磐井の官職を筑紫国造としているが、これを後世の潤色とする説がある。
ヤマト王権との間で起こった磐井の乱で知られるほか、この時代では珍しく墓の特定が可能な人物として知られる。

## 記録

### 日本書紀
『日本書紀』継体天皇21年（527年?）6月3日条によると、近江毛野が軍6万人を率い、任那に渡って新羅に奪われた南加羅・喙己呑（とくことん）を再興して任那を合併しようとした。これに対して、筑紫君磐井が反逆を謀って実行する時をうかがっていると、それを知った新羅から賄賂とともに毛野の軍勢阻止を勧められた。そこで磐井は火国（後の肥前国・肥後国）と豊国（後の豊前国・豊後国）を抑えて海路を遮断し、また高句麗・百済・新羅・任那の朝貢船を誘致した。そしてついに毛野軍と戦いになり、その渡航を遮ったという。
継体天皇22年（528年?）11月11日条によると、磐井は筑紫御井郡（現在の福岡県三井郡の大部分と久留米市中央部）において、朝廷から征討のため派遣された物部麁鹿火の軍と交戦したが、激しい戦いの末に麁鹿火に斬られた。そして同年12月、磐井の子の筑紫君葛子は死罪を免れるため糟屋屯倉（現・福岡県糟屋郡・福岡市東区）を朝廷に献じたという。

### 古事記
『古事記』では継体天皇段において、竺紫君石井（磐井に同じ）が天皇の命に従わず無礼が多いため、物部荒甲大連（物部麁鹿火）・大伴金村連の2人が遣わされて石井を殺した、と事件について簡潔に触れている。

### 風土記
『筑後国風土記』逸文（『釈日本紀』所引）によると、上妻県（かみつやめのあがた：現在の福岡県八女郡東北部）の役所の南2里（約1キロメートル）に筑紫君磐井の墓があるとする。その墓について詳述した後で古老の伝えとして、雄大迹天皇（継体天皇）の御世に磐井は強い勢力を有して生前に墓を作ったが、俄に官軍が進発し攻めようとしたため、勝ち目のないことを悟って豊前国上膳県（上毛郡：現在の福岡県築上郡南部）へ逃げて身を隠した。そしてこれに怒った官軍は石人・石馬を壊したという。

### その他
『先代旧事本紀』「国造本紀」伊吉島造（壱岐国造）条では、継体天皇の時に石井（磐井）に従った新羅の海辺の人を討伐したとする記述がある。

## 墓

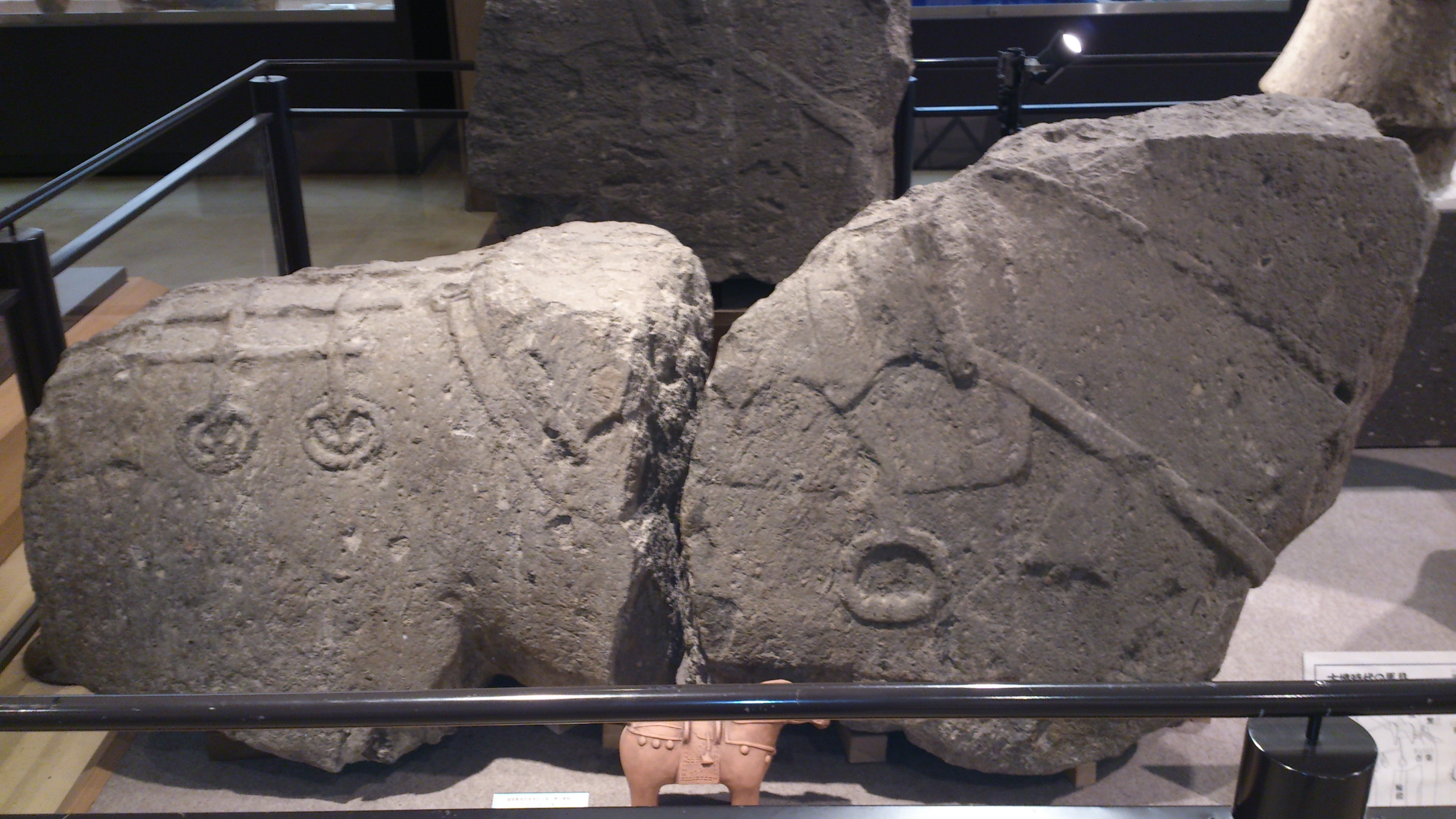
石馬（岩戸山古墳出土）岩戸山歴史資料館展示。

磐井の墓は、『筑後国風土記』逸文に詳述されている。これによれば、墓は高さ7丈（約20メートル）、周囲60丈（約180メートル）で、墓域は南辺・北辺各60丈、東辺・西辺各40丈（約120メートル）。また石人・石盾各60枚があり、交互に陣をなして墓の周囲に巡らされた。さらに東北の角には「衙頭（がとう）」と称する別区を設け、衙頭の中には「解部（ときべ）」という悠然と立つ人物1人と、裸体で大地に伏す「偸人（ぬすびと）」があった。これは生きていた際に盗人が猪を盗んだため、その罪を受けている様子を表したという。その側には「賊物（かすみもの）」と称する盗んだ石猪4頭とともに、石馬3疋、石殿3軒、石蔵2軒があったと伝えている。
以上の記述に見える墓は、現在では福岡県八女市吉田の岩戸山古墳（北緯33度13分47.49秒 東経130度33分9.77秒 / 北緯33.2298583度 東経130.5527139度）に比定される。この岩戸山古墳は墳丘長135メートルの前方後円墳で、北部九州では最大、かつ当時の畿内大王墓にも匹敵する規模の古墳になる。その築造年代は6世紀前半と推定され『日本書紀』の年代と一致し、また石人・石馬を含む多くの石製品が出土し、古墳東北隅には別区の存在も確認され、多くの点で『筑後国風土記』逸文とも一致を見せている。なお岩戸山古墳北方約1.1キロメートルの正恵大坪遺跡（八女郡広川町古賀）では、上妻郡衙と見られる遺構が見つかっており、これも『筑後国風土記』逸文に見える上妻県役所の後身に対応するものとして注目されている。
岩戸山古墳の位置する八女丘陵では、前方後円墳12基（岩戸山古墳含む）・装飾古墳3基を含む古墳約300基からなる八女古墳群が分布する。その築造は4世紀前半から7世紀前半に及び、筑紫君一族の墓に相当すると推定されている。中でも岩戸山古墳の2世代前にあたる石人山古墳（八女郡広川町一条）は磐井の祖父の墓と推定されるほか、岩戸山古墳次世代の乗場古墳（八女市吉田）・善蔵塚古墳（八女郡広川町六田）・鶴見山古墳（八女市豊福）のいずれかは子の葛子の墓と推定されている。なお、昭和中頃まではそのうちの石人山古墳を磐井の墓とする説が有力視されていた。

## 考証
磐井の墓と推定される岩戸山古墳は、当時の大王墓にも匹敵する規模であり、また出土した石製品群は北部九州の中でも他古墳を圧倒する数で、北部九州一帯に及んだ磐井の勢力を物語っている。その石製品群の分布状況から推測される勢力範囲は、北は玄界灘、南は有明海に及んでおり、筑紫君を中心として「筑紫政権」とも呼ぶべき強力な連合政権を形成していたといわれる。
近年では、領域の中でも特に有明海沿岸地域が5世紀後半から6世紀初頭にかけての対朝鮮交渉の中心地であったことから、その対朝鮮の外交権を巡って磐井とヤマト王権側との間に対立が生じたとする説が挙げられている。その例として、朝鮮半島の栄山江流域に分布する前方後円形古墳の存在や、栄山江流域・慶南地方に分布する九州系横穴式石室の存在があり、これら九州系豪族が独自に朝鮮半島と密接な交渉を行なった様子が指摘される。また日本列島内においても、真の継体天皇陵と目される今城塚古墳（大阪府高槻市）を始めとする畿内古墳の石棺部材に阿蘇ピンク石（馬門ピンク石）が見られることから、九州から西日本・畿内へ文化を波及させるだけの力を有したとされる（阿蘇ピンク石の畿内流入は530年頃で終息）。これらから、畿内側が看過できないまで九州勢力が成長していたことが乱の背景になったと考えられている（詳しくは「磐井の乱」参照）。
文献の記述に関しては、『筑後国風土記』逸文に記される別区での裁判のような様から、磐井が朝廷において解部として訴訟に携わったことを表すとする説がある。また『日本書紀』における近江毛野との会話からも、やはり磐井が若い頃に王権に出仕した可能性が指摘される。ただしこの近江毛野の伝承に関しては、磐井の乱における毛野の動向が記されないことから、磐井の乱と近江毛野の任那派遣とは元々別伝承であったと見られている。
なお、史書では子の筑紫君葛子の後も7世紀末まで筑紫君（筑紫氏）一族の名が見られ、その活躍が認められている。